# 마누엘 푸차렐리
마누엘 푸차렐리(이탈리아어: Manuel Pucciarelli, 1991년 6월 17일, 이탈리아 프라토 ~ )는 최근 멜버른 시티에서 뛰고있는 이탈리아의 축구 선수이다.